# Yoshirō Moriyama
Pour les articles homonymes, voir Moriyama (homonymie).
Yoshirō Moriyama (森山 佳郎, Moriyama Yoshirō) est un footballeur international japonais né le 9 novembre 1967 à Kumamoto au Japon reconverti entraîneur.